# Melanie Oudin
Melanie Oudin (Marietta, Georgia, 1991. szeptember 23. –) vegyes párosban Grand Slam-tornagyőztes visszavonult amerikai teniszezőnő.
2008 áprilisában a junior világranglista 2. helyén állt. 2008-ban kezdte profi pályafutását. Egyéniben egy WTA- és hat ITF-tornát nyert meg, emellett párosban két ITF-tornagyőzelmet szerzett. A Grand Slam-tornákon a legjobb eredményét egyéniben a 2009-es US Openen érte el, amikor a negyeddöntőbe jutott. Párosban 2010-ben a Roland Garroson és a US Openen a 2. kör volt a legjobb eredménye. 2011-ben Jack Sock párjaként megnyerte a US Open vegyes páros versenyét.
Az egyéni világranglistán a legjobb helyezése a harmincegyedik volt, amelyet 2010 áprilisában ért el, párosban a 125. helyre került 2011. május 23-án.
Sorozatos sérülések miatt 2017. augusztus 18-án jelentette be visszavonulását.

### Grand Slam-döntői

#### Vegyes páros

##### Győzelmek (1)
| Év   | Bajnokság | Borítás | Partner   | Ellenfél                     | Eredmény            |
| ---- | --------- | ------- | --------- | ---------------------------- | ------------------- |
| 2011 | US Open   | Kemény  | Jack Sock | Gisela Dulko Eduardo Schwank | 7–6(4), 4–6, [10–8] |

## WTA-döntői

### Egyéni

#### Győzelmei (1)
| Összesítés           |                        |
| Grand Slam-torna (0) |                        |
| Tier I (0)           | Premier Mandatory* (0) |
| Tier II (0)          | Premier Five* (0)      |
| Tier III (0)         | Premier* (0)           |
| Tier IV (0)          | International* (1)     |
| Tier V (0)           | Challenger* (0)        |

* 2009-től megváltozott a tornák rendszere. Challenger tornákat 2012-től rendeznek.
 Az egymás mellett azonos színnel jelölt tornatípusok között nincs teljes mértékű megfelelés.
| No. | Dátum            | Helyszín                  | Borítás | Ellenfél a döntőben | Eredmény a döntőben | Eredmény a döntőben |
| 1.  | 2012. június 18. | AEGON Classic, Birmingham | Fű      | Jelena Janković     | 6–4, 6–2            | (részletek)         |

## ITF-döntői

### Egyéni: 10 (6–4)
| $100,000 torna |
| $75,000 torna  |
| $50,000 torna  |
| $25,000 torna  |
| $10,000 torna  |

| Eredmény | Dátum                | Torna                                  | Borítás | Ellenfél a döntőben | Eredmény a döntőben |
| Döntős   | 2008. február 25.    | Fort Walton Beach, Egyesült Államok    | Salak   | Barbora Strýcová    | 3–6, 7–5, 6–7(5)    |
| Győztes  | 2008. július 21.     | Lexington, Egyesült Államok            | Kemény  | Carly Gullickson    | 6–4, 6–2            |
| Győztes  | 2009. május 10.      | Indian Harbour Beach, Egyesült Államok | Salak   | Laura Siegemund     | 7–5, 5–7, 6–2       |
| Győztes  | 2009. május 17.      | Raleigh, Egyesült Államok              | Salak   | Lindsay Lee-Waters  | 6–1, 2–6, 6–4       |
| Döntős   | 2010. november 14.   | Phoenix, Egyesült Államok              | Kemény  | Varvara Lepchenko   | 3–6, 6–7(5)         |
| Győztes  | 2012. április 29.    | Charlottesville, Egyesült Államok      | Salak   | Irina Falconi       | 7–6(0), 3–6, 6–1    |
| Győztes  | 2012. november 4.    | New Braunfels, Egyesült Államok        | Kemény  | Mariana Duque       | 6–1, 6–1            |
| Győztes  | 2013. szeptember 29. | Las Vegas, Egyesült Államok            | Kemény  | Coco Vandeweghe     | 5–7, 6–3, 6–3       |
| Döntős   | 2014. július 14.     | Carson, Egyesült Államok               | Kemény  | Nicole Gibbs        | 4–6, 4–6            |
| Döntős   | 2016. szeptember 17. | Atlanta, Egyesült Államok              | Kemény  | Elise Mertens       | 4–6, 2–6            |

### Páros: 7 (2–5)
| Eredmény | Dátum                | Torna                         | Borítás    | Partner            | Ellenfél                        | Eredmény            |
| Döntős   | 2008. július 21.     | Lexington, Egyesült Államok   | Kemény     | Lindsay Lee-Waters | Csan Csin-vej Kimberly Couts    | 6–2, 2–6, [8–10]    |
| Döntős   | 2011. szeptember 25. | Albuquerque, Egyesült Államok | Kemény     | Grace Min          | Alexa Glatch Asia Muhammed      | 6–4, 3–6, [2–10]    |
| Döntős   | 2011. október 2.     | Las Vegas, Egyesült Államok   | Kemény     | Varvara Lepchenko  | Alexa Glatch Mashona Washington | 4–6, 2–6            |
| Döntős   | 2013. szeptember 22. | Albuquerque, Egyesült Államok | Kemény     | Taylor Townsend    | Eléni Danjilídu Coco Vandeweghe | 4–6, 6–7(2)         |
| Döntős   | 2013. november 1.    | Toronto, Kanada               | Kemény (f) | Jessica Pegula     | Victoria Duval Françoise Abanda | 6–7(5), 6–2, [9–11] |
| Győztes  | 2014. szeptember 15. | Albuquerque, Egyesült Államok | Kemény     | Jan Abaza          | Nicole Melichar Allie Will      | 6–2, 6–3            |
| Győztes  | 2016. június 11.     | Surbiton, United Kingdom      | Fű         | Sanaz Marand       | Robin Anderson Alison Bai       | 6–4, 7–5            |

## Eredményei Grand Slam-tornákon

### Egyéni
| Grand Slam | Australian Open | Australian Open  | Roland Garros  | Roland Garros      | Wimbledon      | Wimbledon           | US Open        | US Open            |
| Év         | Eredmény        | Utolsó ellenfél  | Eredmény       | Utolsó ellenfél    | Eredmény       | Utolsó ellenfél     | Eredmény       | Utolsó ellenfél    |
| 2008       | –               | –                | –              | –                  | –              | –                   | 1. kör         | Jessica Moore      |
| 2009       | 1. kör          | O. Omonmurodova  | Selejtező (Q1) | Selejtező (Q1)     | 4. kör         | Agnieszka Radwańska | Negyeddöntő    | Caroline Wozniacki |
| 2010       | 1. kör          | A. Kudrjavceva   | 1. kör         | A Medina Garrigues | 2. kör         | Jarmila Groth       | 2. kör         | A. Bondarenko      |
| 2011       | 1. kör          | Klára Zakopalová | 1. kör         | F. Schiavone       | 1. kör         | Ana Ivanović        | 1. kör         | Romina Oprandi     |
| 2012       | Selejtező (Q1)  | Selejtező (Q1)   | 2. kör         | Sara Errani        | 1. kör         | Babos Tímea         | 1. kör         | Lucie Šafářová     |
| 2013       | 1. kör          | Laura Robson     | 2. kör         | Cseng Csie         | 1. kör         | M Larcher de Brito  | Selejtező (Q1) | Selejtező (Q1)     |
| 2014       | –               | –                | Selejtező (Q2) | Selejtező (Q2)     | Selejtező (Q3) | Selejtező (Q3)      | Selejtező (Q3) | Selejtező (Q3)     |
| 2015       | –               | –                | –              | –                  | Selejtező (Q2) | Selejtező (Q2)      | Selejtező (Q3) | Selejtező (Q3)     |
| 2016       | –               | –                | Selejtező (Q2) | Selejtező (Q2)     | –              | –                   | Selejtező (Q2) | Selejtező (Q2)     |
| 2017       | –               | –                | –              | –                  | –              | –                   | –              | –                  |

## Év végi világranglista-helyezései
| Év     | 2007 | 2008 | 2009 | 2010 | 2011 | 2012 | 2013 | 2014 | 2015 | 2016 |
| Egyéni | 373. | 177. | 49.  | 65.  | 139. | 84.  | 127. | 165. | 376. | 259. |
| Páros  | 837. | 432. | 318. | 138. | 155. | 209. | 192. | 219. | 798. | 256. |